# Non dormire nel bosco stanotte
Non dormire nel bosco stanotte (W lesie dzis nie zasnie nikt) è un film del 2020 diretto da Bartosz M. Kowalski.

## Trama
Un gruppo di ragazzi prende parte a una esperienza rigenerativa ambientata in un campus estivo nel cuore di un bosco polacco. Tale campus, con l'intento di far disintossicare i ragazzi dai dispositivi elettronici, organizza un'attività ricreativa di 3 giorni dove i ragazzi, divisi in gruppi, faranno trekking nel bosco. Una volta inoltrati fra gli alberi, il gruppo capitanato dalla signorina Iza si imbatterà in due spietati assassini mutanti, tenuti segregati in una cantina per decine di anni.

## Personaggi
- Zosia Wolska interpretata da Julia Wieniawa-Narkiewicz
- Julek Rosiejka interpretato da Michał Lupa
- Aniela Turek interpretata da Aniela Turek
- Bartek Sokołowski interpretata da Stanisław Cywka
- Daniel Czajka interpretato da Sebastian Dela
- Signorina Iza interpretata da Gabriela Muskała

## Produzione
La pellicola, prodotta da Akson Studio, Plan Zet e Polski Instytut Sztuki Filmowej è stata resa disponibile dal 2020 ed è distribuita in italiano da Netflix il 28 ottobre 2020.

## Sequel
Nel 2021 è stato realizzato il sequel Non dormire nel bosco stanotte 2